# Paratetraploa exappendiculata
Paratetraploa exappendiculata är en svampart som beskrevs av M.K.M. Wong, Goh & K.D. Hyde 2002. Paratetraploa exappendiculata ingår i släktet Paratetraploa, divisionen sporsäcksvampar och riket svampar.   Inga underarter finns listade i Catalogue of Life.